# Спомен-парк у Масурици
Спомен-парк у Масурици, насељеном месту на територији општине Сурдулица посвећен је палим борцима од 1912—1918. и 1941—1945. године и жртвама фашистичког терора. Споменик је откривен 13. септембра 1978. године.
Споменик је пројектовао архитекта Часлав Виденовић из Црне Траве.

## Историјски подаци
У Првом светском рату из Масурице пало је 70 ратника. У Народно ослободилачком рату учествовало је 268 бораца, 27 је погинуло у борби, под фашистичким терором пало је 80 мештана. Током Другог светског рата Масурица је више пута паљена, а становници константно малтретирани од стране бугарске полиције и војске.
Дана 13. септембра 1943. године бугарски фашисти су на најбруталнији начин, не бирајући узраст и пол, зверски дотукли (стрељањем, паљењем и свирепим убијањем бајонетима) 47 недужних становника у овом селу које се издвајало по пољопривредном задругарству и напредним идејама. 

## Опис парка
Спомен парк са централним спомеником и бином налази се у центру села, у близини задружног дома. Простор спомен парка налази се у солидном стању, зелене површине се релативно добро одржавају, постављени су урбани мобилијари за игру деце и за седење, а споменик је позициониран као централна фигура парка. 
Споменик се састоји од платоа, који је у односу на ниво парка подигнут за три висине степеника. Симетрично у односу на плато постављена је централна кула споменика, димензија у основи 1,3х1,3m, која у нивоу очију има постављену плочу у бакрорезу са ратним представама, димензија 147х54,5cm, а дебљине 1,5cm. Са леве и десне стране платоа налазе се по три вертикалне призме, висине 170cm, на чијим предњим странама су причвршћене гранитне плоче димензија 150х47х3.5cm са уклесаном посветом и именима палих бораца и жртава.